# Janus van Merrienboer
Adrianus van Merrienboer, detto Janus (Oud- en Nieuw-Gastel, 8 ottobre 1894 – Oud- en Nieuw-Gastel, 12 ottobre 1947), è stato un arciere olandese.

## Palmarès
Olimpiadi
- 1 medaglia:
  - 1 oro (28 m a squadre a Anversa 1920)